# Riaz Ahmed Gohar Shahi
Riaz Ahmed Gohar Shahi (Urdu:ریاض احمد گوھر شاہی) (sinh 25 tháng 11 năm 1941) là một nhà lãnh đạo Pakistan tinh thần, tác giả và người sáng lập của phong trào tinh thần Đấng Mê-si Quỹ Quốc tế. Ông là tác giả của cuốn sách, "Tôn giáo của Thiên Chúa (2000)". Nó đã được tái bản bởi Đấng Mê-si Quỹ quốc tế trong năm 2012 với Balboa Báo chí. Nó đã được # 5 trong danh sách bán chạy nhất của nhà xuất bản trên 1 tháng 7 năm 2012. Gohar Shahi được sinh ra trên tiểu lục địa Ấn Độ, trong làng Dhok Gohar Shah trong huyện của Rawalpindi.